# 2707 Ueferji
2707 Ueferji este un asteroid din centura principală, descoperit pe 28 august 1981, de Henri Debehogne.